# Роскошная свиязь
Роскошная свиязь (лат. Mareca sibilatrix) — вид птиц из семейства утиных (Anatidae).

## Описание

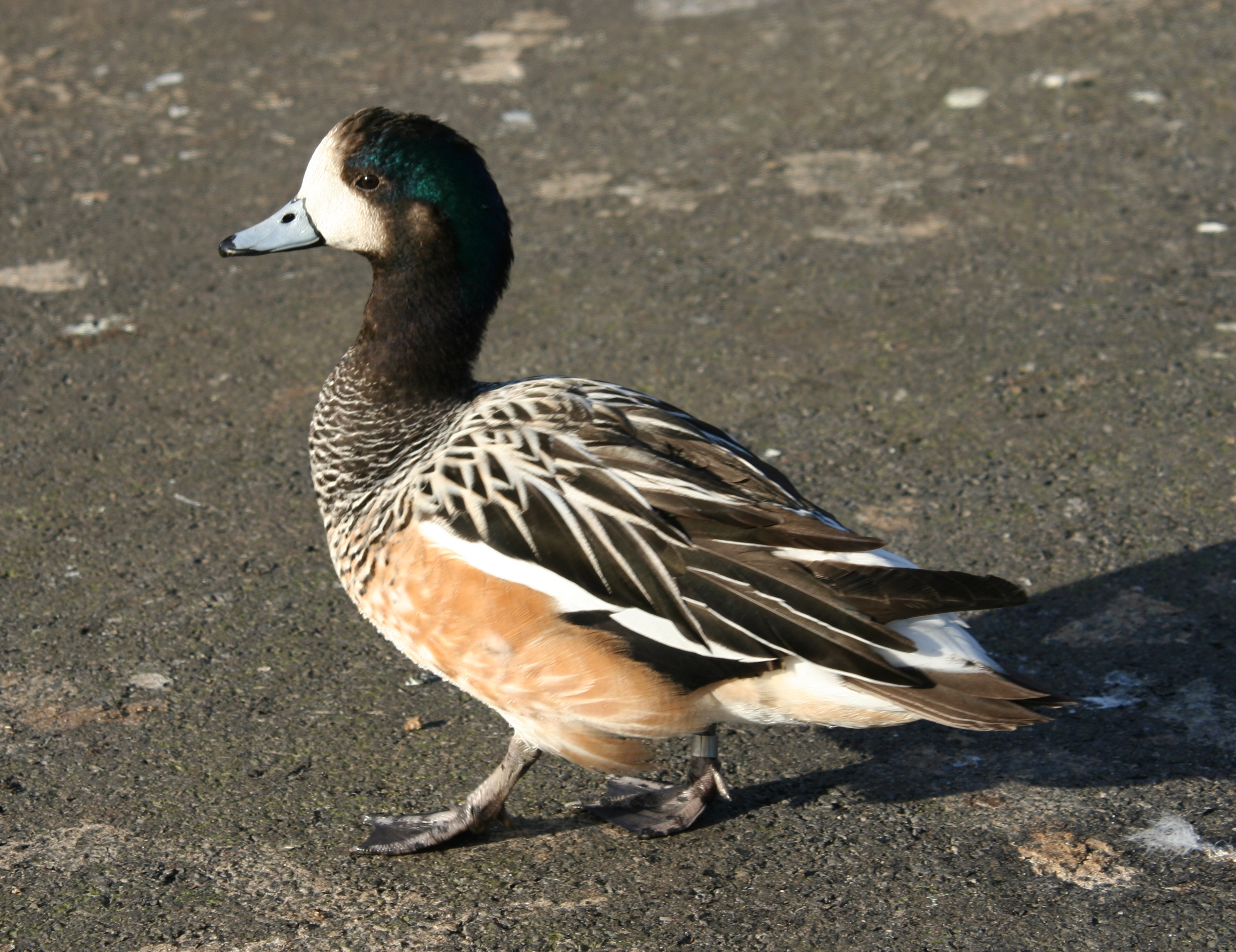
Роскошная свиязь

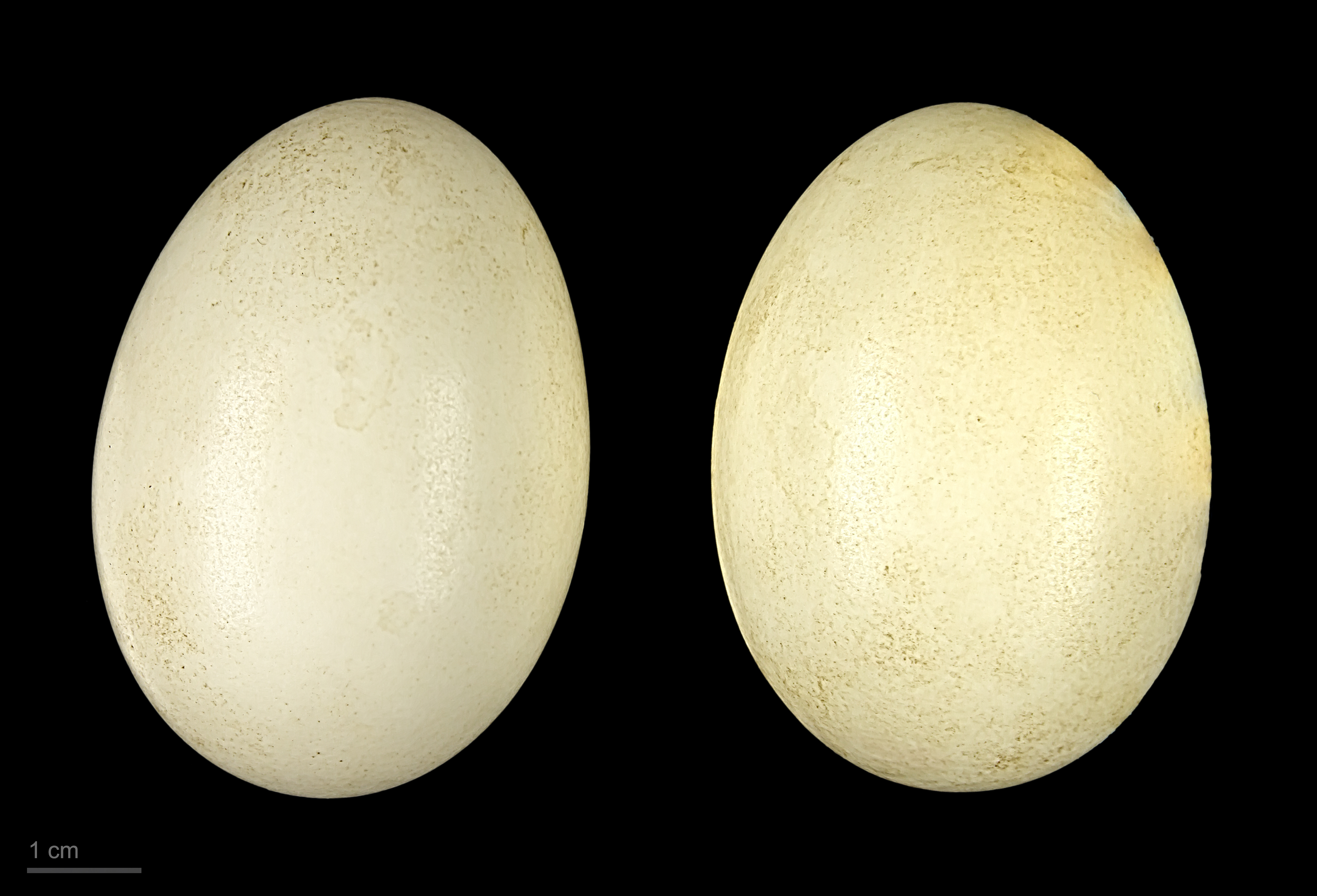
Яйцо Mareca sibilatrix. Тулузский музей

В отличие от других свиязей, самец и самка похожи (только самец часто менее яркий) и пары моногамны. У этой птицы зелёная голова с металлическим отливом, серый клюв с черным кончиком. Грудь у неё покрыта чёрными и белыми перьями, а бока — оранжево-коричневыми. У неё белые щёки и перед головы, а также белые подкрылья. Длина примерно 45 см.
Всеядны.
Самки откладывают от 6 до 10 яиц.

## Распространение
Эта свиязь обитает на юге Южной Америки: на Фолклендских островах, в Аргентине, Уругвае и Чили, предпочитает озёра со свежей водой, болота, лагуны и реки с медленным течением. Накануне зимы совершает перелёты в юго-восточную Бразилию.